# Visigots

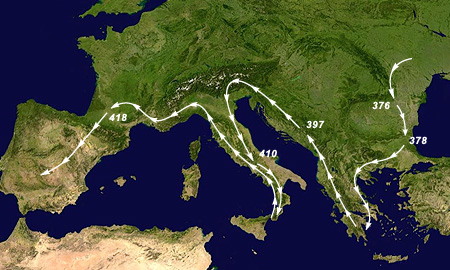
Migracions visigòtiques

Segons la historiografia tradicional, els visigots són una branca dels pobles germànics, i el seu nom significaria «gots de l'oest». Els visigots van ser un poble sorgit a conseqüència de la divisió que van patir els gots arran de les invasions dels huns, cap al 370. Serien els «gots de l'oest», en oposició als de l'est, els ostrogots. Una altra versió més recent, defensada per J. Rosales i admesa per Fermín Miranda-García, defensa que els gots eren d'origen bàltic. Sigui com sigui, és molt probable, d'acord amb les recerques arqueològiques fetes aquests darrers decennis, que calgui relacionar les poblacions godes amb les cultures de Wielbark i de Txèrniakhov, que es van estendre des de la mar Bàltica fins a les portes de l'Imperi romà d'Orient.
Els gots, aprofitant la passivitat dels emperadors romans pel que fa a la Germània, s'hi van establir, fins que a principis del segle iii es van instal·lar a la vora de la mar Negra, a la zona de Crimea, d'on van ser expulsats pels huns el 376. Però llavors els gots s'havien separat en dos grups: visigots i ostrogots.

## Història

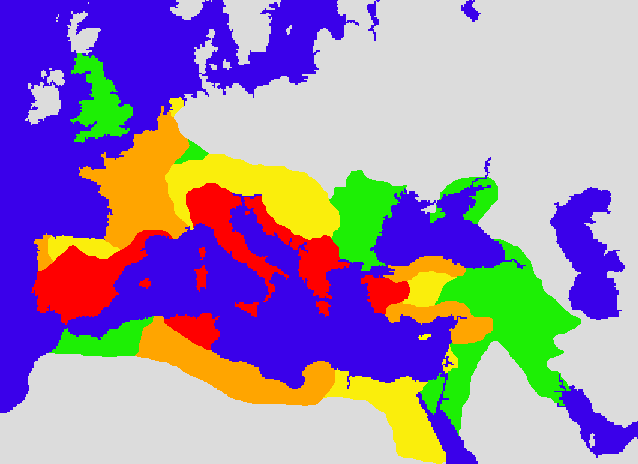
Mapa de l'Imperi Romà a l'any 133 aC (vermell), 44 aC (taronja), 14 dC (groc), i 117 dC (verd)

El poble germànic dels gots va ser anomenat ja per Tàcit, que els esmenta com Gotones. Llavors habitaven el nord de Germània, en terres que abans van poblar els bois, getes i escites. Van ampliar els seus territoris i van incorporar a altres grups veïns (d'origen germànic i sàrmata) i van dominar del Tisza al Don i des de la regió del Pont Polemoniac a la mar Bàltica.
Van integrar la nació dels gots pobles diversos: hèruls, rugis, lemovis, escirs, helvecons, sidenis, turcilinges, gèpids, vàndals i altres, alguns dels quals van acabar desapareixent en el conjunt, mentre altres van formar els seus propis grups.
Els gots pròpiament dits es dividien en theruingi (tervings) i greuthungi (greutungs). Els primers van poblar el territori entre els Carpats i el Dnièper i els segons les estepes ucraïneses a l'oest del Dnièper. Així aquest riu servia de límit entre els dos grups i els theruingi van ser anomentas west goths (visigots) per situar-se a occident (West en germànic), i els greuthungi van ser anomenats ost goths (ostrogots) per situar-se a l'est (Ost en germànic). Una altra versió atribueix la denominació visigots a la paraula germànica wisgoths, traduïda per "homes forts".
Durant el segle iii els dos grups van efectuar incursions contra l'Imperi, destacant les del 251 (contra Mèsia i Tràcia), la del 258- 259 (contra la costa de la Mar Negre, Propòntida, les illes de l'Egeu, Efes, Atenes i altres punts) i la del 269 (contra Creta, Xipre, Tessalònica i altres punts). El 270 Aurelià va haver d'abandonar el marge esquerre del Danubi a la Dàcia cessant llavors les seves incursions, ocupant els gots aquesta província.
A la primavera del 291 van formar una aliança especial amb el taifals per combatre els vàndals i gèpides que duraria fins al 376.
| « | Tervingi, pars alia Gothorum, adiuncta manu Taifalorum, adversum Vandalos Gipedesque concurrunt. | » |

Un segle després, cap al 370, ja havien estat cristianitzats havent optat per l'arrianisme (que a mitjans del segle iv va comptar amb el favor imperial a l'orient), i estaven governats per un rei anomenat Hermanric, el primer rei històric de la dinastia dels amals, qui va haver d'enfrontar-se als huns dirigits per Balamir el 375. Hermanric, ja ancià, va ser greument ferit en un atemptat i es va suïcidar abans d'una imminent derrota, succeint-lo Witimir o Winithar, l'intent del qual de resistir als huns no va tenir èxit i ell mateix va resultar mort.
Els magnats ostrogots van elegir un nou rei per al seu poble (la dinastia legítima ostrogoda dels Amals preconitzava el manteniment de la unitat de tots els grups gots, sota la seva direcció) i es van sotmetre als huns. Però els visigots, que eren uns dos-cents mil, es van reunir a la riba nord del Danubi i van demanar a l'Imperi Romà, contra el que havien combatut uns anys abans, que els acceptessin en els seus territoris i se'ls atorguessin terres on assentar-se. Una part dels ostrogots, al capdavant dels quals figurava el rei nen Videric, de la dinastia legítima dels Amals, va marxar amb els visigots, i un dels seus descendents va enllaçar anys després amb la dinastia ostrogoda (en temps de Teodoric el Gran).
El regne dels visigost es formà per una unitat de reis per un pacte econòmic i beneficiós per a tot el seu territori.

## Cristianització
L'any 332 van celebrar un tractat amb els romans que va perdurar uns 35 anys, data en què el bisbe i cap dels gots Úlfila va traduir la Bíblia al gòtic i va promoure la conversió dels gots a l'arrianisme, una confessió oriental del cristianisme que a Occident va ser declarada heretgia l'any 325 (Primer Concili de Nicea).

## El visigots com a federats a l'Imperi (376-475)

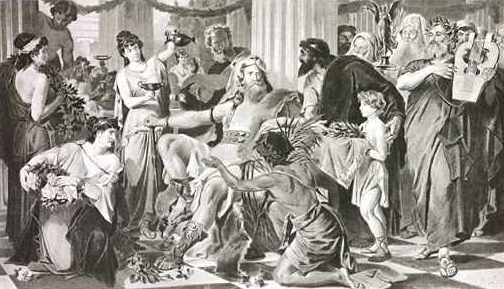
Alaric I, el primer en governar a tots els visigots, fou un important incursor a l'Imperi Romà

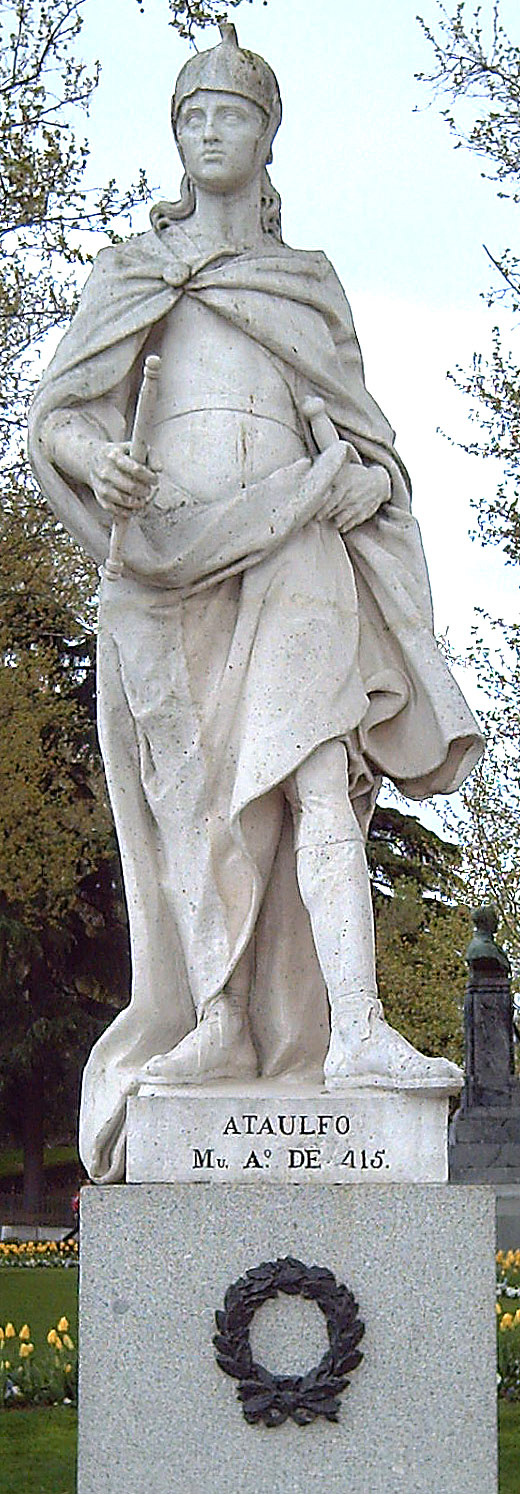
Estàtua d'Ataülf. Va pactar amb Flavi Honori la sortida d'Itàlia a canvi de la concessió del govern de la Gàl·lia

En grup (essencialment formats per visigots) se'ls va permetre assentar-se en la riba sud del Danubi i els Balcans (Tràcia i Moesia). Molts dels que es van assentar a Mesia es van convertir en camperols i van ser coneguts com a mesogots. Sembla que existia un cap o jutge anomenat Atanaric, però va ser suplantat per Fritigern, que era arrià i comptava amb ajuda de l'emperador Valent (també arrià). Però les explotacions a les quals van ser sotmesos pels funcionaris imperials i per caps militars romans va crear una situació insostenible. Fritigern i els magnats visigots presentarien queixes i el general romà Lucipi va intentar assassinar Fritigern durant un banquet, l'intent fracassa i Lucipi resulta mort. Fritigern i els visigots es van rebel·lar (377) a Marcianòpolis (Moesia Inferior), vencent a les Forces imperials a Adrianòpolis (9 d'agost de 378) en el combat va morir l'emperador Valent. El seu successor, Teodosi, després de combatre'ls algun temps, ajusta amb ells la pau (381), però va haver d'assentar-se més fermament en l'Imperi i tenir un paper important a l'exèrcit.
Encara que l'arrianisme va ser condemnat per l'Església des del 381, els visigots es van conservar fidels a aquesta doctrina. Els gots van tenir com a primer bisbe a Úlfila, que va traduir la Bíblia al gòtic. Els visigots van obtenir una participació financera destacada en les guerres civils del 388 (contra Magne Clement Màxim) i 394 (contra el pagà Eugeni). Quan va morir Teodosi (17 de gener de 395) els visigots van aparèixer governats per Alaric I, fill de Badengaud, Alaric va ser el primer que governà sobre la totalitat dels visigots, amb ell es va restaurar plenament la dinastia dels balts. Alaric atacà Constantinoble i va assolar Grècia (395 i 396). El general Estilicó va expulsar-los de Grècia, però l'emperador, temorós del poder del general, designà Alaric governador d'Il·líria, aconseguint amb això cinc anys de pau (396-401).

### Saqueig de Roma
El 401 el visigot Alaric marxà contra Itàlia. Amb el ràpid avanç dels gots pel nord d'Itàlia, l'emperador Honori va fugir de Mediolanum, la seu administrativa de l'Imperi Romà d'Occident des de temps de Dioclecià, en direcció a Arles, però els gots van bloquejar la seva marxa i perseguit pels invasors, es va refugiar a Hasta, que els gots van posar a setge fins que al març el general Estilicó, portant reforços del Rin, els va obligar a aixecar el setge i a retirar-se a un terreny més convenient a Pol·lència, on Estilicó els va seguir i derrotar, recuperant els tresors que havien anat acumulant des de la batalla d'Adrianòpolis de l'any 378. Estilicó va oferir el retorn dels presoners a canvi que els visigots es retiressin a Il·líria i l'ajuda contra altres bàrbars, però en arribar a Verona, Alaric va aturar la retirada i va ser derrotat. Amb molts dels seus generals, Alaric es va veure obligat a sortir d'Itàlia.
El partit nacionalista romà, tal vegada instigat pel govern de Constantinoble, acusà Estilicó de preparar el lliurament de l'Imperi a Alaric i va ordir un complot. Va esclatar una revolta de tropes que obligà a Estilicó a refugiar-se en una església, sent assassinat en el moment de sortir. Alaric retornà a Itàlia i va obtenir noves concessions d'Honori que havia establert a Ravena, però una vegada que es van retirar els visigots, Honori no va mantenir les promeses. Els visigots van marxar cap a Roma i van donar suport a la proclamació d'un usurpador anomenat Prisc Àtal (409), que era d'origen jònic i probablement arrià, el qual va concedir a Alaric I el títol de Magister Militum. Però Àtal no va poder complir les seves promeses i el rei visigot va tornar a Roma posant-la setge, per primera vegada en la història des de la invasió dels gals Roma va caure davant un rei estranger, després de ser presa per Alaric, aquest va deposar l'usurpador (24 d'agost de 410) i els seus homes van saquejar la Ciutat Eterna durant tres dies, després d'això la van abandonar emportant-se'n a Àtal i Gal·la Placídia, germana d'Honori. De Roma van passar al sud devastant la Campània, Pulla i Calàbria. Alaric va morir en el setge de Cosenza (410) i el va succeir Ataülf. Aquest pactà amb Flavi Honori la sortida d'Itàlia a canvi de la concessió del Govern de les Gàl·lies (territoris que escapaven del control de Roma, ja que s'havien sotmès a Constantí). La caiguda de Roma va ser un cop molt dur per a tots els romans d'aquesta època, perquè a la Ciutat Eterna se la creia inexpugnable.

### Assentament a la Gàl·lia
Els visigots sota Ataülf van deixar Itàlia (412) i van anar al sud de la Gàl·lia i al nord d'Hispània. Les llargues i complexes lluites d'Ataülf per dominar el sud de les Gàl·lies li van ocupar diversos anys (411-414). En el 414 el rei Ataülf, que després d'una aliança amb Flavi Honori i amb el Magister Militum Constanci, havia tornat a actuar pel seu compte, es va casar amb Gal·la Placídia, germana d'Honori que havia estat raptada per Alaric I. Constanci va ser enviat a la zona i els visigots van ser derrotats a Narbona. Constanci va aconseguir desviar a Ataülf cap a Hispània (el que li permetia conservar el sud de la Gàl·lia), i els visigots van entrar a la Tarraconense el 415.
Aquest mateix any, Ataülf va establir-se a Barcelona, que en aquella època era una ciutat petita però molt ben defensada, amb unes muralles que servirien fins al segle xi. Però les divergències entre els mateixos visigots, amb una facció favorable a la romanització, liderada per Ataülf, i una altra decidida a conservar els caràcters gots, va acabar amb l'assassinat del rei visigot a Barcelona. Walia, el seu successor després del breu regnat d'una setmana de Sigeric, tractà d'establir al seu poble a l'Àfrica, però una tempesta va acabar amb les seves intencions. Els visigots, mancats de queviures, proposaren una aliança amb l'Imperi Romà, en nom del qual s'encarregaria de combatre als sueus, alans i vàndals que ocupaven les províncies d'Hispània, excepte la Tarraconense i a lliurar Gal·la Placídia, a canvi Flavi Honori els enviaria subministraments. Així, els visigots acabaren amb els vàndals de la Bètica i els alans de la Lusitània, però Honori canvià de plans i va tornar a instal·lar els visigots a la Gàl·lia l'any 413 van derrotar els sueus el 456 a la batalla del riu Órbigo.

## Regne de Tolosa (476-507)

Els imperis romà i hun en 450

La cúspide del poder visigot va ser aconseguida durant el regnat d'Euric (466-484), qui va completar la conquesta d'Hispània en una expedició el 472, en la qual només va trobar certa resistència entre els aristòcrates romans de Tarraco i Dertosa i va acabar amb la submissió de les últimes possessions hispanes de l'agonitzant Imperi Romà d'Occident excepte la Gallaecia (en poder dels sueus fins al 586, any que la va conquerir Leovigild).
L'any 507 Alaric II fou derrotat en la batalla de Vouillé pels francs de Clodoveu I, perdent totes les seves possessions al nord dels Pirineus excepte la Septimània o la Gàl·lia Narbonense (de població galoromana). Aquesta província, de vital importància pel comerç de l'època, es va mantenir fins al final en poder del Regne Visigot d'Hispània. Les ciutats de Narbona i Toledo (la capital d'Hispània) van constituir els pols de la política visigoda.
Teodoric el Gran va donar suport a Amalaric com a rei dels visigots, i va enviar Ibba a combatre Gesaleic, prenent Carcasona i Narbona en 509, obligant-lo a refugiar-se a Bàrcino, on fou atacat i deposat en 510.

## Regne de Toledo (507-725)

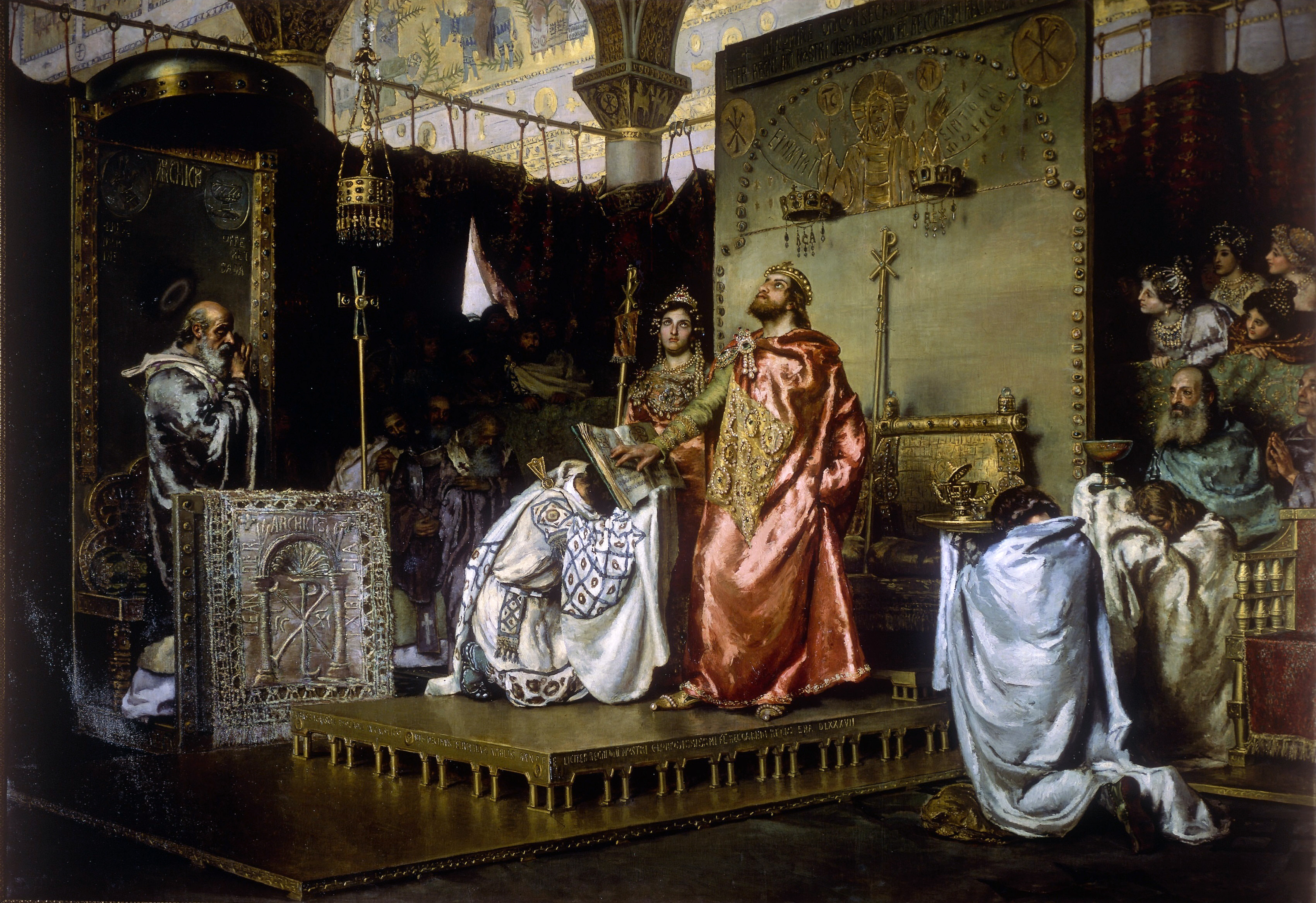
Conversió de Recared I de l'arrianisme al catolicisme, pel pintor Muñoz Degrain.

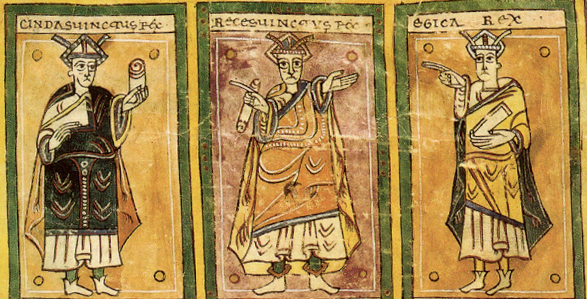
Reis visigots

El Regne Visigot va conquerir la península Ibèrica l'any 415 en l'època de transició de l'edat antiga a l'edat mitjana.
Van entrar a la península amb l'encàrrec de sotmetre a altres pobles germànics a canvi de terres. Van arraconar als sueus a la Galleacia, van acabar amb els alans i van obligar els vàndals a traslladar-se a l'Àfrica.
Després d'un període de dominació ostrogoda, Amalric restableix la independència del regne i estableix la capital a Narbona, fins que els francs penetren en la Narbonense i fuig a Barcelona. Com havia fet anteriorment Ataülf, Amalric va pensar que les muralles de Barcelona el protegirien de la pressió franca, però com el seu antecessor no va pensar que el perill podia venir de dins. Amalric estava casat amb la filla del rei franc Clodoveu I, Clotilde; Clodoveu havia estat el primer rei franc en convertir-se a la fe catòlica, i la seva filla ho era. En canvi, Amalric era arrià. Aquest fet, sumat a la ràbia que sentia Amalric envers els francs per les derrotes infligides, van portar al rei visigot a maltractar a la seva muller. Sembla que, quan Clotilde anava a missa a la catedral catòlica de Barcelona, la noblesa visigoda arriana li llençava excrements i la insultava. Cansada d'aquesta situació, Clotilde va enviar un mocador tacat de sang al seu germà, rei franc, que va enviar un mercenari que assassinà Amalric. Va ser l'últim rei visigot en viure a Barcelona i, posteriorment, Toledo arribaria a constituir-se en la nova capital visigoda d'Hispània.
La presència romana d'Orient a la península comença el 552 quan un exèrcit arriba de Constantinoble donar suport a Atanagild, revoltat al sud contra el rei Àkhila I, en el marc de l'expansió de l'Imperi per la Mediterrània occidental, en el regnat de l'emperador Justinià, amb l'ambiciós objectiu de reconstruir el domini de l'Imperi Romà. En algun moment entre el 552 i el 565 (mort de l'emperador Justinià) Atanagild va signar un tractat delimitant la frontera entre el seu regne i la província romana d'Orient. Després de diferents avenços i retrocessos, els visigots del Regne de Toledo acabarien expulsant els romans d'Orient en temps de Suintila entre el 621 i el 625. Durant el regnat de Leovigild es consolida l'estat visigot al que s'incorpora el regne sueu. El seu successor Recared es converteix al catolicisme i sota el seu regnat té lloc el III Concili de Toledo.
El rei Recesvint va imposar (cap al 654) la llei visigoda comuna a ambdós súbdits gots i hispanoromans, que fins llavors havien viscut sota diferents codis legals. Els Concilis de Toledo es van convertir en la força principal de l'estat visigot, a conseqüència del debilitament de la monarquia.
Amb Leovigild es va produir la unificació territorial de la península Ibèrica, permetent els matrimonis amb hispanoromans. Amb Recared es va produir la unificació religiosa. Es va abandonar l'arrianisme i el regne es va convertir oficialment al catolicisme, iniciant-se el distanciament de l'Església de Roma (favorable a l'Imperi Romà d'Orient, en tant que hereva de l'Imperi Romà). A partir de llavors, es van dissoldre les diferències etnogràfiques entre gots i hispanoromans, abandonant diverses costums godes. Amb Recesvint, es va produir la unitat legislativa sota un únic Codi de Dret, el Liber Iudiciorum.

## Final del Regne Visigot d'Hispània

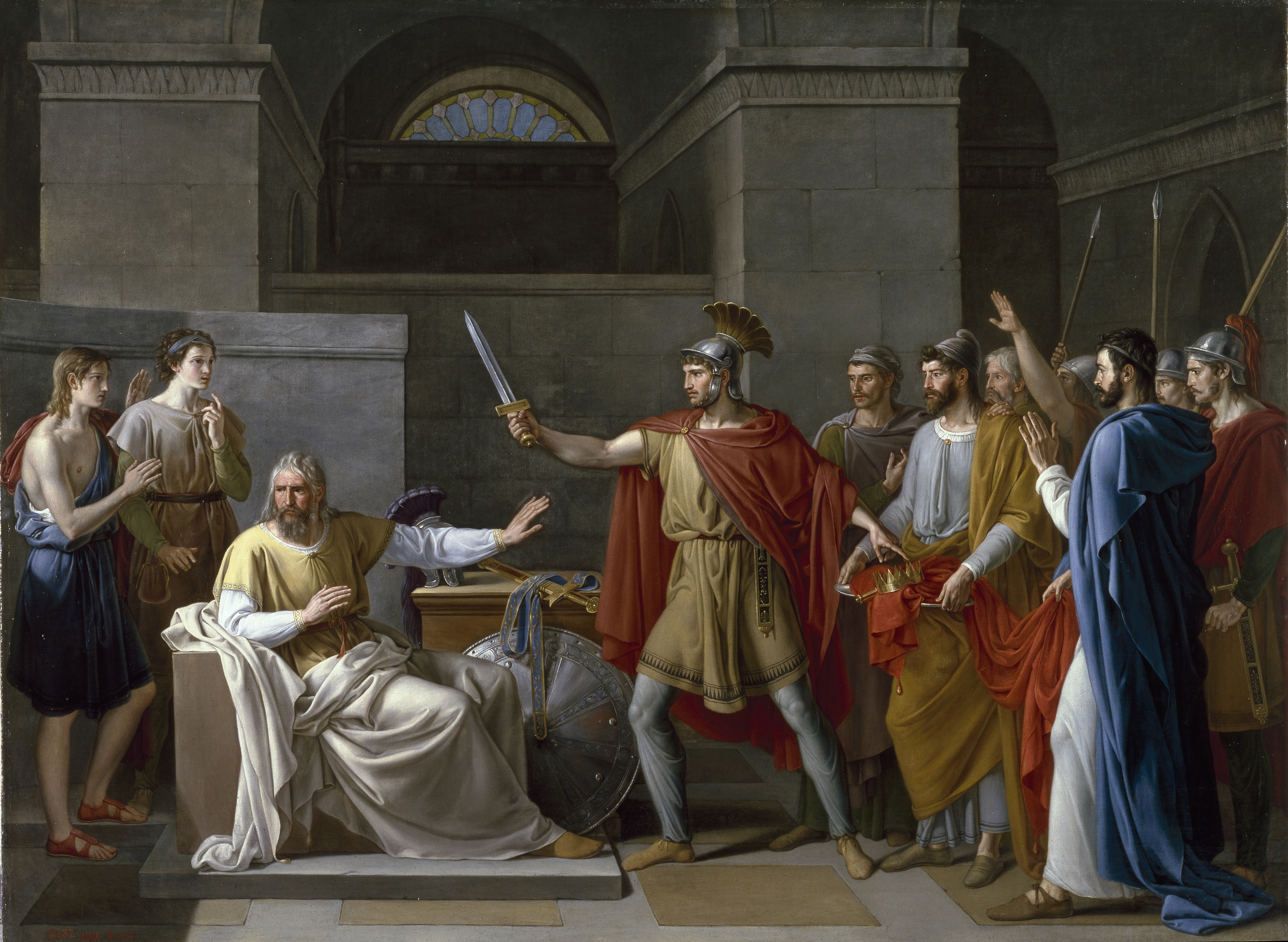
Vamba renunciant a la corona. Quadre de 1819 per Juan Antonio Ribera.

A finals del segle vii, les lluites internes pel poder entre dues grans branques de la noblesa i el clergat són contínues. A més de la crisi social i econòmica, van portar al regne visigot a una situació límit. El rei Vamba, successor de Recesvint, combatia els vascons al nord de la Península quan va sorgir una nova rebel·lió en la Septimània i encara que va aconseguir apaivagar-la, va ser deposat en estranyes circumstàncies. Les conteses es van generalitzar durant els regnats d'Ègica i Witiza. Quan Roderic, va aconseguir el tron, els seus rivals van reclamar ajut al líder musulmà nord-africà Tàriq ibn Ziyad, qui, amb la seva victòria (711) en la batalla de Guadalete, a prop de Medina Sidonia, inicia la conquesta del regne. Als territoris del nord-est de la Península encara governaren dos reis visigots més: Àkhila o Àquila II (710-713) i Ardó (714-720). De fet, fou entre l'any 716 i el 725 quan els musulmans conquereixen els territoris septentrionals de la futura Catalunya i tota la Septimània, última província visigoda; així posaren fi al Regne Visigot i inauguraren el període islàmic en la història ibèrica.

## Societat
Les primeres tribus visigodes seguien els costums generals dels pobles germànics, d'arrel al Neolític. Com a poble medieval van distingir-se pel seu poder militar i per la seva tolerància religiosa. Van instaurar un ritu de la missa propi, una escriptura que -ja més tard- va competir amb la carolíngia imperant i una tendència artística que barrejava influències diverses. En el camp del dret, van recopilar les lleis tradicionals hispàniques al famós Liber Iudiciorum.

## Curiositats
Durant molt segles, a la península ibèrica els gots (i concretament els visigots) eren garantia d'una "sang neta", és a dir, cristiana. Les proves contradiuen aquest prestigi: la barreja ètnica i religiosa va ser una constant a la península Ibèrica i durant molts anys el ritu practicat pels nobles visigots ratllava l'heretgia segons el catolicisme per la seva proximitat a l'arrianisme.

## Vegeu també

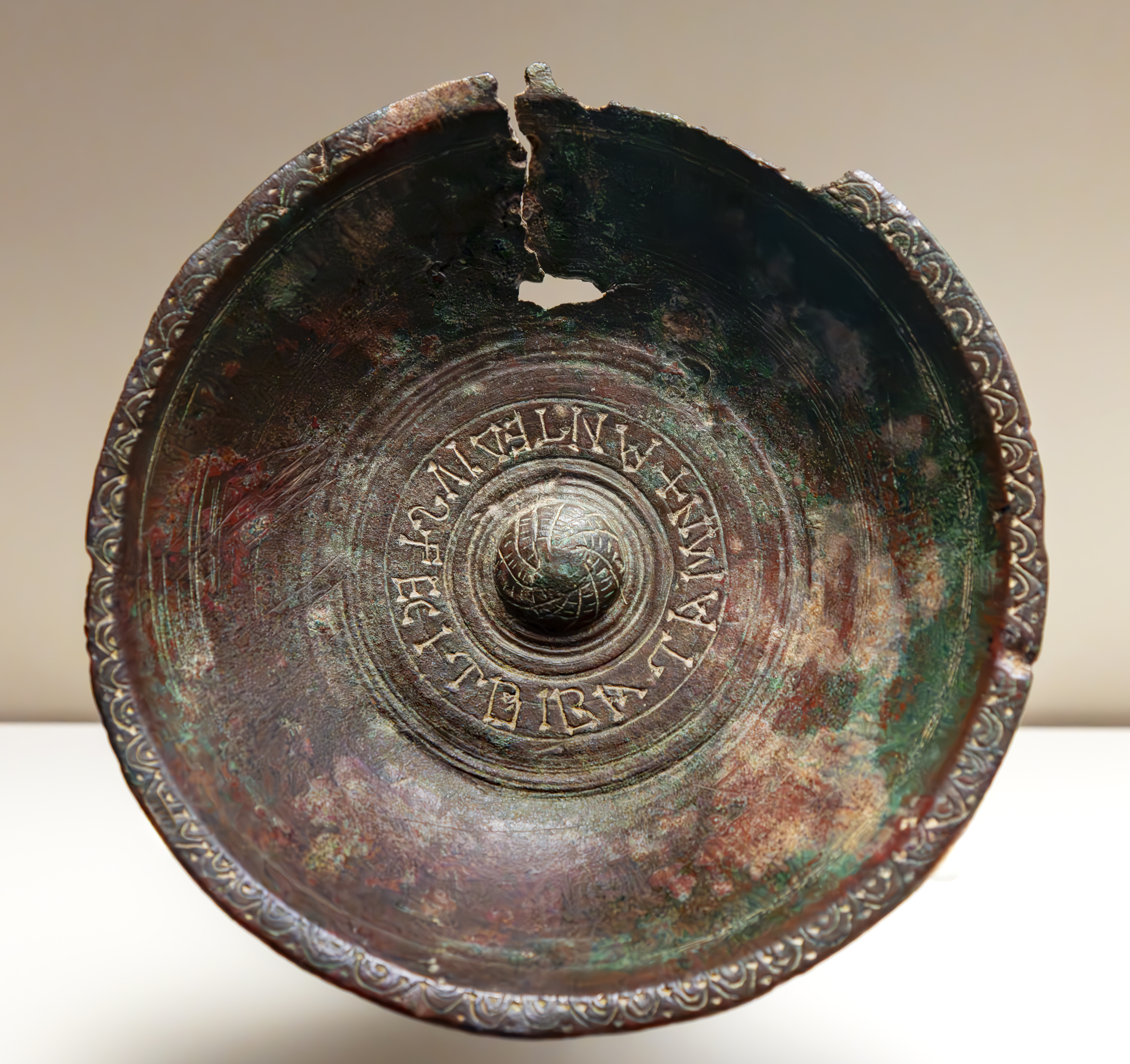
Vas litúrgic d'època visigòtica, al MNAC